# Aguas Zarcas
Aguas Zarcas  è un distretto della Costa Rica facente parte del cantone di San Carlos, nella provincia di Alajuela.